# Combretum collinum
Combretum collinum ist eine Pflanzenart aus der Gattung der Langfäden (Combretum). Das Artepitheton collinum bedeutet auf Hügeln wachsend.

## Beschreibung
Bei Combretum collinum handelt sich um einen kleinen, halbimmergrünen Baum oder Strauch, der Wuchshöhen von bis zu 18 m erreicht. Die rötlich-braune, graue, schwarze oder hellgelbe bis cremebraune Borke ist im Anschnitt schwach rot oder gelblich. Die Baumkrone ist rundlich bis flach.
Die meist gegenständig oder wirtelig, selten auch wechselständig angeordneten Laubblätter sind gestielt und einfach. Der Blattstiel ist meist bis zu 3, selten 5 cm lang, aber das ist sehr unterschiedlich. Die einfache Blattspreite weist eine Länge von bis zu 19, selten 25 cm und eine Breite von 8, selten 9 cm auf und ist in der Form sehr variabel, beispielsweise eiförmig. Sie ist netznervig mit 6 bis 14 Paaren von Seitennerven. Der Blattrand ist glatt.
Die meist auf einjährigen Zweigen achselständigen rispigen oder ährigen Blütenstände sind bis 10 cm lang. Die ungestielten, zwittrigen, radiärsymmetrischen, vierzähligen Blüten sind weiß bis (blass) gelb-grün. Die vier Kelchblätter weisen eine Länge von 0,8 mm und eine Breite von 1,2 mm auf. Die vier Kronblätter weisen eine Länge von 1,5 bis 2,5 mm und eine Breite von 1 bis 2,5 mm auf. Die Staubfäden sind 4 bis 4,5 mm lang. Die Staubbeutel sind 0,9 mm lang. Der Diskus weist einen Durchmesser von etwa 2 mm auf. Der Fruchtknoten ist unterständig. Der glatte oder behaarte Griffel ist 4 mm lang.
Die vierflügelige Flügelnuss ist in der Form variabel, braun, gräulich-braun, rötlich-grau bis dunkel-purpurfarben, wirkt meist etwas „metallisch“, besitzt meist einen Durchmesser von etwa 2,5 bis 5,5 cm, behaart und oft mit Schuppen besetzt. 
Die Chromosomenzahl beträgt 2n = 26.

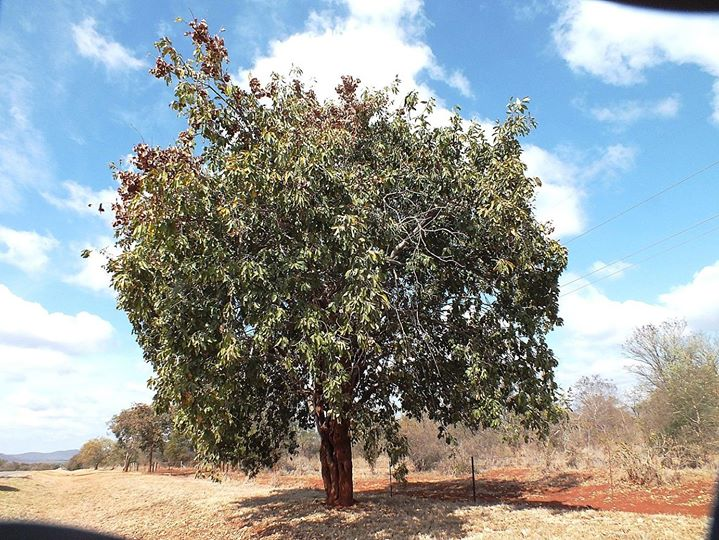
Combretum collinum

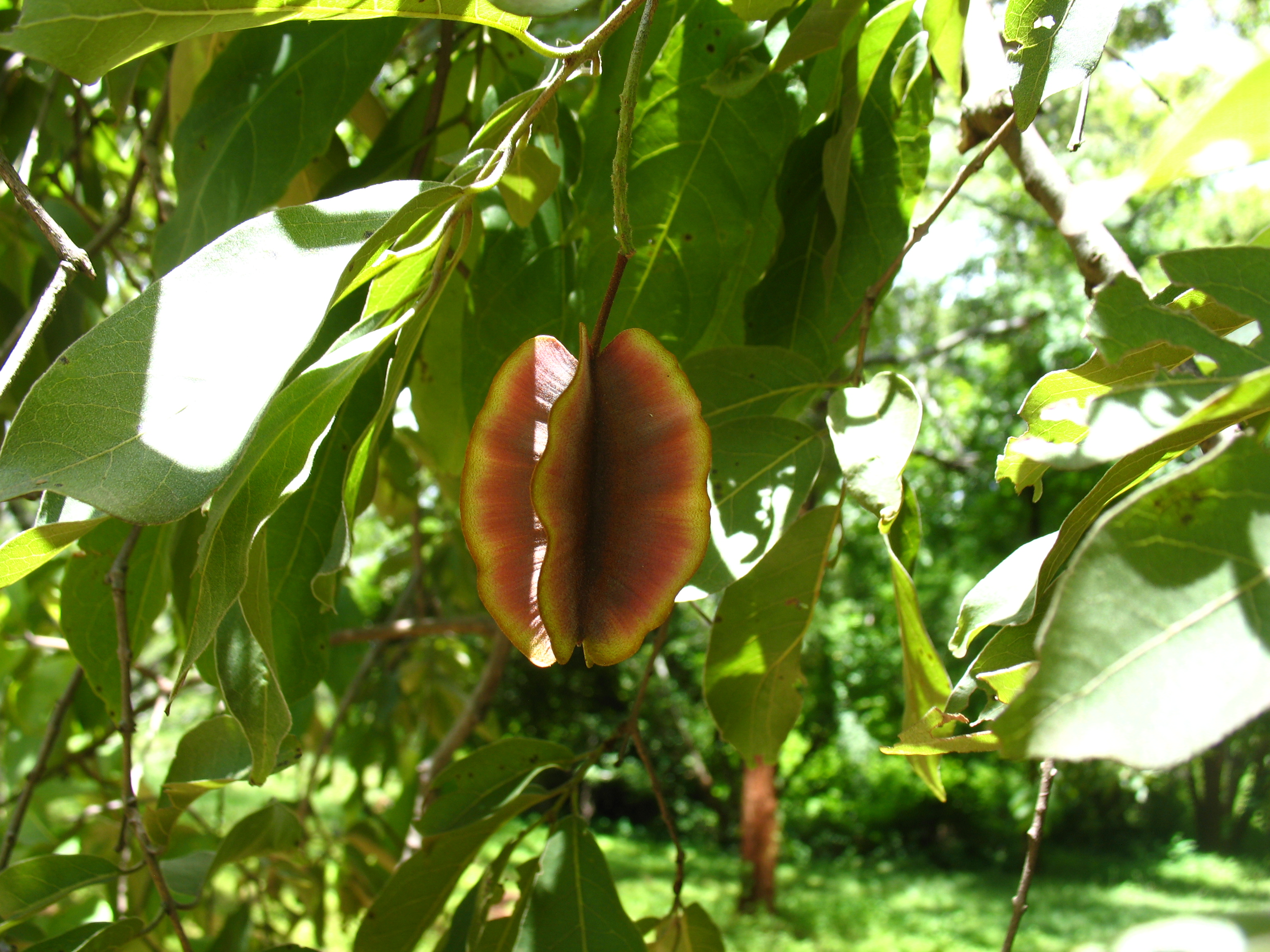
Combretum collinum

## Verbreitung
In den Savannengebieten Afrikas ist Combretum collinum vom Senegal im Westen bis nach Dschibuti im Osten und Südafrika im Süden zu finden. 

## Nutzung
Das Holz wird als Bau- und Möbelholz und zur Herstellung von Holzkohle genutzt. Außerdem gibt es medizinische Nutzungen der verschiedenen Pflanzenteile und des bei Verletzungen ausgeschiedenen Gummis. und eine larvizide Wirkung bei Mückenlarven der Gelbfiebermücke (Stegomyia aegypti, früher Aedes aegypti).

## Systematik
Die Erstbeschreibung von Combretum collinum wurde von Johann Baptist Georg Wolfgang Fresenius 1837 in Mus. Senckenberg, 2: 153. Synonyme für Combretum collinum Fresen. sind: Combretum abercornense Exell, Combretum album De Wild., Combretum angustilanceolatum Engl., Combretum bajonense Sim, Combretum binderanum Kotschy, Combretum burttii Exell, Combretum cognatum Diels, Combretum coriaceum Schinz, Combretum eylesii Exell, Combretum gazense Swynnerton & Bak. f., Combretum griseiflorum S.Moore, Combretum junodii Dummer, Combretum laeteviride Engl. & Gilg, Combretum mechowianum O.Hoffm., Combretum milleranum Burtt Davy, Combretum monticola Engl. & Gilg, Combretum schinzii Engl. & Diels, Combretum tophamii Exell ex Burtt Davy & Hoyle.
Die komplexe Art Combretum collinum kann auch in sechs Unterarten gegliedert werden:
- Combretum collinum subsp. elgonense (Exell) Okafor (Syn.: Combretum elgonense Exell; Combretum abercornense Exell)
- Combretum collinum subsp. gazense (Swynnerton & Bak. f.) Okafor (Syn.: Combretum gazense Swynnerton & Bak. f.; Combretum bajonense Sim; Combretum eylesii Exell; Combretum mechowianum subsp. gazense (Swynnerton & Bak. f.) Duvign.)
- Combretum collinum subsp. suluense (Engl. & Diels) Okafor (Syn.: Combretum suluense Engl. & Diels; Combretum angustilanceolatum Engl.; Combretum griseiflorum S. Moore; Combretum milleranum Burtt Davy)
- Combretum collinum subsp. kwangense (Duvign.) Okafor (Syn.: Combretum mechowianum subsp. kwangense Duvign.)
- Combretum collinum subsp. taborense (Engl.) Okafor (Syn.: Combretum taborense Engl.; Combretum burttii Exell; Combretum mechowianum subsp. taborense (Engl.) Duvign.)
- Combretum collinum subsp. ondongense (Engl. & Diels) Okafor (Syn.: Combretum ondongense Engl. & Diels)